# 新疆千里光

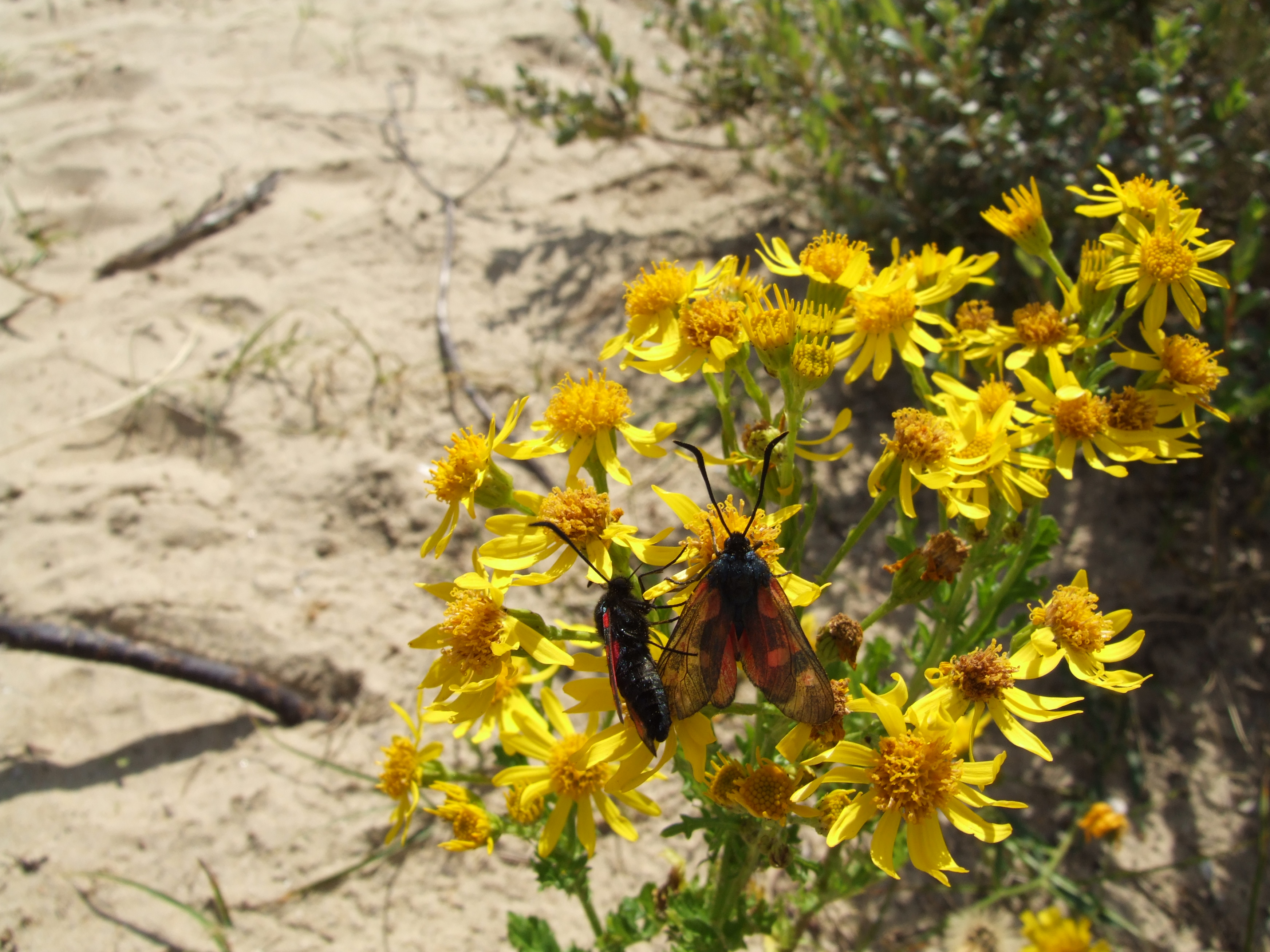
一株新疆千里光

新疆千里光（学名：Senecio jacobaea）是菊科千里光属的植物。分布在欧洲、蒙古、俄罗斯、中亚、高加索以及中国大陆的新疆等地，生长于海拔600米至1200米的地区，常生于疏林或草地，目前尚未由人工引种栽培。
新疆千里光在畜牧尤其是牧马业上是一种有害的植物，因为其含有肝毒性的生物碱。其花和全株均有毒性，马在短期内大量食用可致死亡。新鲜的新疆千里光植株有苦味，马匹往往不愿接近，但是晒干后苦味消失，而其中含有的生物碱在晒干后仍然保留毒性，马匹会丧失警惕性而食用。此外，这种毒性生物碱可在植物和动物体内富集，进而被食用这些动植物制品的人摄入。据德国波恩大学2009年5月报道，德国一孕妇因曾大量饮用含这种植物的茶导致新生儿肝不可逆损害而致婴儿死亡。
此植物是曼島的國花，在曼島語稱為
新疆千里光存在以下生物碱：春千里光碱、千里光碱、千里光菲灵碱、全缘千里光碱、夹可宾、夹可辛、夹可灵、夹可宁、芝麻菜叶千里光碱和eruciflorine。